# 特尔格图台什
特尔格图台什（?—?），16世紀時的卫拉特蒙古杜尔伯特部首领。
特尔格图台什是清朝三车凌（车凌、车凌乌巴什、车凌蒙克）的直系先祖。他的高祖父阿力古多，曾祖父是博罗纳哈勒，祖父额什格台什，父亲雅尼斯台什。
从博罗纳哈勒开始，杜尔伯特部和准噶尔部一直在瓜州、沙州以北，北山（天山山脉的济拉玛罕山）以及附近的巴里坤一带游牧。后来，1570年代，土默特部俺答汗西征，杜尔伯特部退居到额尔齐斯河流域游牧。

## 子孙
特尔格图台什有四个儿子
- 额尔克伊勒登
- 噶勒当
- 达赖泰什
- 保伊勒登